# Şehzade Cihangir (figlio di Solimano il Magnifico)
Şehzade Cihangir (Costantinopoli, 1531 – Aleppo, 27 novembre 1553) è stato un principe ottomano e poeta della dinastia ottomana, quinto maschio e sesto e ultimo figlio del sultano Solimano il Magnifico e della sua favorita e moglie legale Hürrem Sultan.

## Biografia
Cihangir nacque a Costantinopoli nel 1531, dal sultano ottomano Solimano il Magnifico e dalla sua favorita, Haseki Hürrem Sultan. Aveva quattro fratelli maggiori, Şehzade Mehmed, Şehzade Abdullah (defunto al momento della sua nascita), Şehzade Selim e Şehzade Bayezid; e una sorella maggiore, Mihrimah Sultan. Aveva anche un fratellastro maggiore, Şehzade Mustafa. 
Era affetto da ipercifosi, e per tutta la vita soffrì mentalmente e fisicamente la sua condizione, che gli impedì di essere educato come i fratelli, di avere un suo governatorato e un suo harem e gli rese necessario per tutta la vita sottoporsi a cure, trattamenti e operazioni, oltre a renderlo dipendente dall'oppio per controllare il dolore. 
Malgrado ciò, era molto amato dai genitori ed era considerato il più intelligente dei principi: estremamente istruito e vorace lettore, era poliglotta, calligrafo e poeta sotto il nome di Zarifi, un buon teologo e servì in diverse occasioni come consigliere del padre malgrado la giovane età. 
Accompagnò il padre durante la sua campagna in Iran nel 1548 e poi in Siria durante il 1553.

## Morte
Durante la campagna siriana del 1553, le sue condizioni si aggravarono e Cihangir morì, complice anche gli strascichi della dipendenza da oppio.  
Il mese prima, il fratellastro Mustafa era stato giustiziato dal loro padre con l'accusa di tradimento e ribellione.  
La vicinanza fra questi due eventi fece sorgere la leggenda secondo cui Cihangir fosse morto di dolore o suicida per la perdita del fratellastro, ma storicamente manca qualsiasi prova a supporto di un legame del genere fra i due. Anzi, una fonte riporta che Cihangir chiese al padre se, nel caso Mustafa fosse divenuto Sultano, lo avrebbe risparmiato dalla Legge del Fraticidio a causa della sua disabilità, ma la risposta del padre fu negativa.  
Il corpo di Cihangir fu riportato a Costantinopoli e sepolto nella moschea Şehzade, accanto al fratello Mehmed.  
Il quartiere preferito di Cihangir, affacciato sul Bosforo, venne rinominato il suo onore. 

## Cultura popolare
- Nella serie televisiva Muhteşem Yüzyıl, Cihangir è interpretato dall'attore turco Tolga Sarıtaş.

## Fonti
- Leslie Peirce (1993). Imperial Harem: Women and Sovereignty in the Ottoman Empire. Oxford University Press. ISBN 0-19-508677-5.
- Yermolenko, Galina (April 2005). "Roxolana: "The Greatest Empresse of the East". DeSales University, Center Valley, Pennsylvania.
- Turgut, Ali Ç.; Turgut, Yaşar B.; Turgut, Mehmet (2015-11-21). "Neurological disease of Şehzade Cihangir in the Ottoman history: spinal dysraphism". *Child's Nervous System. Springer Science and Business Media LLC. 32 (5): 765–767. doi:10.1007/s00381-015-2965-2. ISSN 0256-7040.